# یونکارسبوری

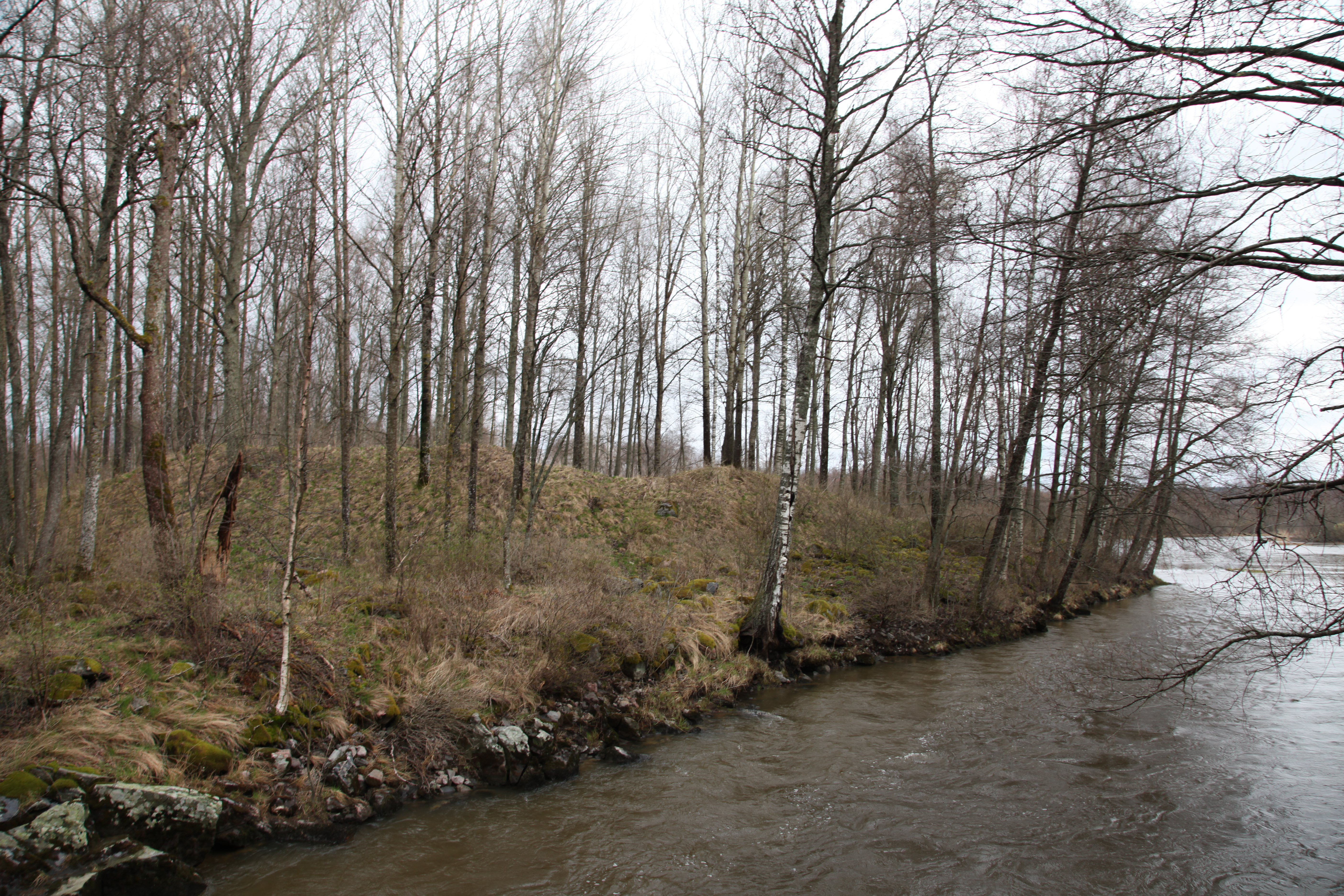
انتهای جنوبی یونکاسبوری در 2018.

یونکارسبوری (انگلیسی: Junkarsborg) یک قلعه قرون وسطایی در راسه‌پوری، فنلاند بود. امروزه فقط دیوارهای خاکی مستطیل شکل باقی مانده‌است. باستان شناسان بر این باورند که این قلعه در اوایل قرن چهاردهم ساخته شده و تا اوایل قرن پانزدهم مورد استفاده بوده‌است. احتمالاً این بنا یک سلف قلعه راسه‌پوری در چند کیلومتری آن بوده‌است. سکه‌ها از اواخر قرن چهاردهم پیدا شده‌اند. این سایت در سال‌های ۱۸۹۱–۹۲، ۱۹۳۷ و ۱۹۵۰–۱۹۵۴ کاوش شد.
ویرانه‌ها در جزیره ای جنگلی در وسط رودخانه سوَرتو واقع شده‌اند و فقط با پای پیاده می‌توان به آن رسید. برخی از کارهای بازسازی در طول سال‌های ۲۰۰۵–۲۰۰۶ برای بهبود دسترسی به جزیره و ظاهر بصری آن انجام شده‌است.